# Runes anglo-saxonnes
Cette page contient des caractères spéciaux ou non latins. S’ils s’affichent mal (▯, ?, etc.), consultez la page d’aide Unicode.
Les runes anglo-saxonnes, aussi appelées futhorc ou fuþorc, étaient un alphabet runique utilisé par les Anglo-Saxons. Composées de 28 à 33 runes, elles descendent du vieux futhark qui comprenait lui-même 24 caractères. Probablement utilisées à partir du Ve siècle, elles permettaient d’écrire le vieil anglais et le vieux frison. Étant donné que l'anglais n'est pas une langue latine, l'alphabet runique était et est toujours plus adapté au niveau de la phonétique afin de retranscrire les sons de la langue anglaise.

## Histoire

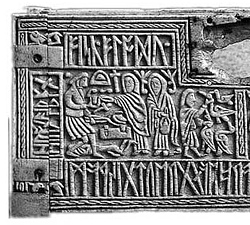
Partie gauche du panneau frontal du coffret d'Auzon datant du VIIe siècle, illustrant la légende germanique de Völund et contenant une énigme en runes anglo-saxonnes.

L’origine des runes anglo-saxonnes est disputée. Une théorie affirme qu’elles furent inventées en Frise, d’où elles se répandirent plus tard en Angleterre. Une autre soutient qu'elles furent d’abord exportées de Scandinavie vers l’Angleterre où elles furent adaptées du futhark, avant d’arriver en Frise. Ces deux théories ont chacune leurs points faibles : des preuves archéologiques supplémentaires sont donc nécessaires pour trancher.
Le futhorc ancien était identique au vieux futhark, à une exception près : la rune ᚨ (ansuz) s’était partagée en trois variantes, ᚪ (āc), ᚫ (æsc) et ᚩ (ōs), les deux premières venant se rajouter à la fin de l’alphabet, d’où l’existence de 26 caractères. Ces variantes devinrent nécessaires lorsqu’apparurent de nouveaux phonèmes, dus à la scission des a brefs et longs dans le groupe ingvaeonique. Le ᚩ (ōs) le plus ancien se trouve sur le bractéate d’Undley (en), qui date du Ve siècle. ᚪ (āc) fut introduit plus tardivement, au VIe siècle. Le ᚻ (hægl) doublement barré, caractéristique des inscriptions continentales, est attesté pour la première fois en 698, sur la châsse de saint Cuthbert. Avant cette date, la variante classique simplement barrée ᚺ (hagalaz) était utilisée.
Progressivement, en Angleterre, le futhorc fut agrandi à 28 puis 33 runes. Lors de la christianisation des Anglo-Saxons, au VIIe siècle, il coexista avec l’alphabet latin. Cependant, dès le IXe siècle, ce dernier commença à remplacer l’alphabet runique. Dans certains cas, il arrivait que des textes écrits à l’aide de l’alphabet latin comprennent quelques runes en lieu et place des mots qu’elles représentent ; par ailleurs, le þorn et le wynn furent incorporés à l’alphabet latin. Les runes devinrent très rares après la Conquête normande débutée en 1066, et disparurent rapidement. Des cinq siècles d’utilisation du futhorc, à peine 200 objets portant de telles inscriptions nous sont restés.

## Lettres

Le futhorc.

Le poème runique anglo-saxon (Cotton Othon B.x.165) fait figurer les runes suivantes :
| #  | Rune | Caractère Unicode | Nom anglo-saxon | Signification | Translittération | API      |
| -- | ---- | ----------------- | --------------- | ------------- | ---------------- | -------- |
| 1  |      | ᚠ                 | Feoh            | richesse      | f                | /f/, /v/ |
| 2  |      | ᚢ                 | Ur              | aurochs       | u                | /u/      |
| 3  |      | ᚦ                 | Þorn            | épine         | þ, ð             | /θ/, /ð/ |
| 4  |      | ᚩ                 | Ōs              | dieu          | ō                | /o/      |
| 5  |      | ᚱ                 | Rād             | voyage        | r                | /ɹ/      |
| 6  |      | ᚳ                 | Cen             | torche        | c                | /k/      |
| 7  |      | ᚷ                 | Gyfu            | don           | ȝ, g             | /j/, /ɣ/ |
| 8  |      | ᚹ                 | Wynn            | joie          | ƿ, w             | /w/      |
| 9  |      | ᚻ                 | Hægl            | grêle         | h                | /h/      |
| 10 |      | ᚾ                 | Nyd             | besoin        | n                | /n/      |
| 11 |      | ᛁ                 | Is              | glace         | i                | /i/      |
| 12 |      | ᛄ                 | Gēr             | année         | j                | /j/      |
| 13 |      | ᛇ                 | Ēoh             | if            | ēo               | /eːo/    |
| 14 |      | ᛈ                 | Peorð           | -             | p                | /p/      |
| 15 |      | ᛉ                 | Eolh            | élan          | x                | /ks/     |
| 16 |      | ᛋ                 | Siȝel           | soleil        | s                | /s/      |
| 17 |      | ᛏ                 | Tir             | -             | t                | /t/      |
| 18 |      | ᛒ                 | Beorc           | bouleau       | b                | /b/      |
| 19 |      | ᛖ                 | Eh              | cheval        | e                | /e/      |
| 20 |      | ᛗ                 | Man             | homme         | m                | /m/      |
| 21 |      | ᛚ                 | Lagu            | océan         | l                | /l/      |
| 22 |      | ᛝ                 | Ing             | -             | ŋ                | /ŋ/      |
| 23 |      | ᛟ                 | Éðel            | propriété     | œ                | /ø(ː)/   |
| 24 |      | ᛞ                 | Dæg             | jour          | d                | /d/      |
| 25 |      | ᚪ                 | Ac              | chêne         | a                | /ɑ/      |
| 26 |      | ᚫ                 | Æsc             | frêne         | æ                | /æ/      |
| 27 |      | ᚣ                 | Yr              | arc           | y                | /y/      |
| 28 |      | ᛡ                 | Ior             | anguille      | io               | /jo/     |
| 29 |      | ᛠ                 | Ear             | tombe         | ea               | /ea/     |

Les 24 premières lettres proviennent directement du vieux Futhark, auquel s’ajoutent cinq runes additionnelles représentant des voyelles longues et des diphtongues, comparables aux cinq forfeda (en) de l’écriture oghamique. Le thorn et le wynn furent ajoutés à l’alphabet latin pour représenter /θ/ et /w/ avant d’être remplacés par th et w en moyen anglais.
L’ordre des lettres, et même leur nombre, n’est pas définitivement fixé. En comparaison des lettres données ci-dessus,
f u þ o r c ȝ w h n i j eo p x s t b e m l ŋ œ d a æ y io ea
le scramasaxe de la Tamise comporte 28 lettres dans un ordre légèrement différent où manque l’edhel :
f u þ o r c ȝ w h n i io eo p x s t b e ŋ d l m j a æ y ea
Le Codex Vindobonensis 795 mentionne 28 lettres, la croix de Ruthwell 31, Walafrid Strabon 42 ; le Domitian A.ix (XIe siècle) de la bibliothèque Cotton mentionne quatre lettres supplémentaires :
| #  | Rune | Caractère Unicode | Nom anglo-saxon | Signification | Translittération | API  |
| -- | ---- | ----------------- | --------------- | ------------- | ---------------- | ---- |
| 30 |      | ᛢ                 | Cweorð          | -             | kw               | /kw/ |
| 31 |      | ᛣ                 | Calc            | calice        | k                | /k/  |
| 31 |      | ᛤ                 | Calc            | calice        | kk               | /k/  |
| 32 |      | ᛥ                 | Stan            | pierre        | st               | /st/ |
| 33 |      | ᚸ                 | Gar             | lance         | g                | /ɡ/  |

Dans ce manuscrit, les runes sont classées en trois lignes, avec leurs noms (au-dessus) et leur translittération (en dessous). On peut observer des traces de corrections datant du XVIe siècle, intervertissant le m et le d. La lettre eolh est faussement qualifiée de sigel ; à la place du sigel se trouve une lettre ressemblant au kaun vieux norrois (ᚴ), corrigé par le vrai sigel (ᛋ). Eh (ᛖ) est faussement appelé eþel. À l’exception de ing et ear, tous les noms de runes proviennent de l’écriture la plus récente, attribuée à Robert Talbot (en) (mort en 1558).
| feoh        | ur       | þorn     | os         | rað   | cen  | gifu | wen   | hegel | neað | inc | geu{a}r | sigel | peorð |   | ᛋ sig |
| ᚠ           | ᚢ        | ᚦ        | ᚩ          | ᚱ     | ᚳ    | ᚷ    | ᚹ     | ᚻ     | ᚾ    | ᛁ   | ᛄ       | ᛇ     | ᛈ     | ᛉ | ᚴ     |
| f           | u        | ð        | o          | r     | c    | g    | uu    | h     | n    | i   | ge      | eo    | p     | x | s     |
| tir         | berc     | eþel     | deg        | lagu  | mann |      | ᛙ pro | ac    | ælc  | yr  |         |       |       |   |       |
| ᛏ           | ᛒ        | ᛖ        | ᛗ          | ᛚ     | ᛝ    | ᛞ    | ᛟ     | ᚪ     | ᚫ    | ᚣ   | ᛡ       |       |       |   |       |
| t           | b        | e        | m{d}       | l     | ing  | ð{m} | œ     | a     | æ    | y   | ear     |       |       |   |       |
| {orent.} io | {cur.} q | {iolx} k | {z} sc{st} | {&} g |      |      |       |       |      |     |         |       |       |   |       |
| ᛠ           | ᛢ        | ᛣ        | ᛥ          | ᚸ     |      |      | ᛘ     |       |      |     |         |       |       |   |       |
| ior         | cweorð   | calc     | stan       | ear   |      |      |       |       |      |     |         |       |       |   |       |

## Corpus d’inscriptions

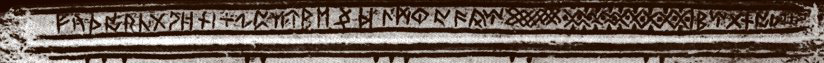
Futhorc inscrit sur un scramasaxe trouvé dans la Tamise, le seax de Beagnoth.

Le projet de base de données d’inscriptions runiques en vieil anglais de l’Université Catholique d’Eichstätt-Ingolstadt vise à créer un vrai corpus d’inscriptions contenant plus de deux runes dans sa version papier, et plus d’une rune (certfiée ou douteuse) dans sa version électronique. Le corpus de l’édition papier comprend une centaine d’objets : blocs et croix de pierre, os, anneaux, broches, armes, urnes, tablette, brucelles, cadran solaire, peignes, bractéates, bénitier, plats, graffiti. La base de données comprend de plus seize inscriptions d’une seule rune, plusieurs pièces gravées de runes, et huit cas douteux (simili-runes, possibles caractères latins, lettres abîmées). Comportant moins de 200 inscriptions, le corpus est un peu plus grand que celui du vieux Futharc continental (environ 80 inscriptions, aux alentours de 400-700), mais un peu plus petit que celui du vieux Futharc scandinave (environ 260 inscriptions, vers 200-800).
Les trouvailles de runes en Angleterre se concentrent le long de la côte est, auxquelles il faut ajouter quelques découvertes à l’intérieur des terres, dans le sud de l’Angleterre. Celles de Frise se situent essentiellement en Frise occidentale.